# 刑法
刑法（英語：criminal law），是針對涉及威胁、傷害或以其他方式危害他人的财产、健康、安全的犯罪之法律，其目的在於保護生命、身體、財產等相關法益，並懲罰違反規範且破壞或威脅的行為，亦具有維護社會秩序之功效。刑法係國家統治的主要手段之一，利用人民對刑罰之恐懼，以達防止犯罪、矯治受刑人及維護安全之用。
不同於重視私人間損害賠償的民法 ，刑法是判斷何為犯罪，懲罰犯罪行為的法律。但因其所規範之刑罰本質上之嚴酷性，在古代或威權國家中，常淪為統治者用以打擊異端之工具。

## 渊源
在各类法學分支中，刑法之历史能稱上最为悠久。一般来说，古代文明最早颁布的成文法都以刑事法为主，例如，中国古代各朝代的成文法主体即為之。
由於深受啟蒙運動等社會變革之影響，刑法學在近代歐洲，確立一系列基本原則，乃基於人權思想，遂成現代法學理論之基礎。近代，大陸法系的刑法遵循罪刑法定原則。刑法之渊源主要为刑法典、单行刑法及附属刑法。国际条约并不能直接成为国内法院定罪量刑的依据，因为依据罪刑法定原则，各国必须将其签署加入的国际条约中的犯罪行为规定到本国刑法当中，才能对国际罪行进行管辖。

## 目的
刑法之目的，在於界定國家對於公民的刑罰權；亦即，在何種狀況下，國家可以對於人民實施刑罰。刑罰之目的，通常被認為有四種：
1. 预防，即通过刑法明文公布对犯罪行为的惩处，从而达到预防犯罪的目的（又可分为一般预防与特殊预防）
2. 應報，即對侵害法益的行為加以處罰，以公正應報行為者的罪行
3. 嚇阻，藉由處罰嚇阻犯罪人及社會大眾
4. 教育，執行刑罰以教化犯罪人，使其社會化

## 內容
各國法制各有不同，通常包括刑法典（如《中华人民共和国刑法》、《中華民國刑法》）与特别刑法（如《貪污治罪條例》）等。由於法系因素，大陸法系國家有成文刑法典，多半繼受自德國刑法而來，以下以中華民國刑法為例，說明刑法之法典構成：
刑法總則(第一條至第99條)：
條文含括法例、刑事責任等一般原則，於各種刑事法普遍適用之。
其中，部分條文，除法條文字所示者外，亦內含未成文之法理原則，如刑法第一條明示之罪刑法定原則中，又蘊含四項子原則，未見於字面上(依序為：明確性原則、禁止類推適用、禁止習慣法及不溯及既往原則)。此般原則係立法者制定條文時所倚仗之思想基礎。
刑法分則(刑法第100條以下)：
含括內亂罪、外患罪等罪名，法典按國家法益、社會法益至個人法益之順序編排。此外，對於個人法益，條文尚有財產、人格法益之區分。
特別刑法：如槍砲彈藥刀械管制條例、組織犯罪防制條例等。補充主刑法所未含概之罪名，主要內容可歸類於刑法分則，亦受刑法總則之原則約束。
（因實體法與程序法有別，刑事訴訟法類不歸類在此列）

## 法益
刑事法律所保護的利益稱之為法益，其作用在於界定國家在何種情況下可以對人民發動刑罰，以及決定刑罰的程度，端賴行為人侵害社會認可利益的大小而定。法益一般區分為個人法益、社會法益和國家法益三大類。一般认为，由于刑法必须具有谦抑性，因此对于连其他法律（民法、行政法等）都不予保护的法益，刑法不得保护。
依据结果无价值论，法益侵害是犯罪违法性的本质。
依据二元行为无价值论，法益侵害是认定违法性的重要依据，但是同时也要考虑行为人的规范违反意思。依据一元行为无价值论，法益侵害对于认定犯罪没有意义——行为人的规范违反意思才是犯罪违法性的本质。

## 犯罪
刑法处罚的对象是犯罪。犯罪，是指符合刑法所规定的构成要件（德语：Tatbestand），具有违法性，且行为人具有责任的行为。
犯罪的分类包括：
1. 正犯（包括直接正犯与间接正犯）与共犯（包括教唆犯与幫助犯）
2. 既遂犯、未遂犯、預備犯、陰謀犯及中止犯
3. 自然犯与法定犯
4. 侵害犯与危险犯（包括抽象危险犯与具体危险犯）
5. 自然人犯罪与单位犯罪
6. 基本犯、加重犯与减轻犯等。

## 犯罪成立条件
大陸法系國家通常採用三階層論作為犯罪成立條件。
依三階層論，界定行为要构成犯罪，依据刑法学总论中的犯罪论，应当符合以下几个条件：
一、構成要件该当性/符合性（违法性的认识根据或者存在根据，具有违法推定机能）
1. 实行行为：包括作为与不作为以及持有等形式。
2. 结果：一切犯罪都需要有结果，包括实害结果与危险结果。
3. 因果关系：以因果关系的条件说作为认定根据。
4. 客觀歸責（德语：Objektive Zurechnung）：具体要求包括（1）行为产生的法不允许的危险；（2）该危险现实化而产生了相应的结果；（3）该结果的实现没有超出相应构成要件的范围。
5. 构成要件故意与构成要件过失。

二、違法性，即無阻卻違法事由。
1. 正当防卫。
2. 緊急避難。
3. 依法令之行為。
4. 從事業務之行為。
5. 超法規違法阻却事由：包括受害人同意承諾、推定同意、自担风险等情形。

三、罪責 (有責性)
1. 责任故意（包括不存在事实认识错误）与责任过失。
2. 不存在不可避免的禁止错误。
3. 行为人具有相应的刑事責任能力。
4. 具有期待可能性（日语：期待可能性）。

但中华人民共和国亦有四要件論之說，即犯罪主体適格、犯罪客体實質受侵害、犯罪的主觀方面與犯罪的客觀方面分別在形式上符合法定要件並在實質上相一致。
而英美法系地區則以犯罪意識、犯罪行為、因果性、共時性作為犯罪成立條件。

## 懲處的方式
一般来说，刑法规定的處罰制度包括刑罚与保安处分。
刑罚，分為主刑與從刑。一般包括生命刑(死刑) 自由刑(無期徒刑 有期徒刑及拘役) 財產刑(罰金及沒收)等。其中沒收和褫奪公權為從刑。
保安處分（中華民國刑法第十二章，第86條至第99條），包括對未成年人的少年感化教育、對再犯的監護、對施用毒品或酗酒的禁戒、強制工作、強制治療、保護管束、驅逐出境（外國人適用）。

## 刑法的解释
刑法解释的立场包括主观解释论和客观解释论。其中，主观解释论认为，刑法解释的目的在于发现立法者的立法原意。立法原意是在立法时就确定了的，不容法官等解释者随意变动。这样的观点立足于限制司法官的解释权，贯彻立法的民主原则；但是这样的观点会导致法条的意思无法随着社会的变化而变化，使得法条僵化。
因此，客观解释论应运而生：客观解释论认为，法律一旦被制定并颁布后就成为独立于立法者的存在，对法律的解释不能被限制在立法者的观点上，而应该探究法条文字表述的客观含义。如果刑法用语在社会的发展中发生了相应的改变，且认可这一改变与刑法的目的并不冲突，那么解释者就应该顺应这样的改变。例如，《中华人民共和国刑法》第358条规定有组织卖淫罪，在立法时立法者普遍认为“卖淫”这一行为仅限于女性向男性卖淫。但是随着社会生活的变化，男性向女性卖淫以及同性之间的卖淫现象已经普遍存在，解释者就没有必要仍然将“卖淫”的含义限定于女性向男性卖淫。客观解释论有利于法律的与时俱进，也有利于社会一般人对刑法条文的理解，进而有利于一般预防，因此成为通说。
另外，刑法的解釋方式可以分为以下两类：
1. 解释根据：文義解釋、體系解釋（系統解釋）、歷史解釋、目的解釋、合憲性解釋、补正解释等。
2. 解释方法：平义解释、限缩解释、扩大解释、類推解釋（即超出了刑法条文所用文字含义的解释，僅允许进行有利行為人之類推解釋）。

## 外部連結
- Stanford Encyclopedia of Philosophy entry on Theories of Criminal Law（页面存档备份，存于）
- Findlaw.com Criminal Law Center（页面存档备份，存于）
- HG.org - Guide to Criminal and Penal Law （页面存档备份，存于）
- Cornell Institute （页面存档备份，存于）